# Bergen Katedralskole
Die Bergen Katedralskole (deutsch Bergen Kathedralschule, auch Domschule Bergen) ist eine Schule für die gymnasiale Oberstufe (Klassen 11 bis 13), die im Zentrum der norwegischen Stadt Bergen liegt. Die Schule wurde 1153 von dem römisch-katholischen Kardinal Breakspear (später Papst Hadrian IV.) gegründet. Damals bildete die Schule Priester aus. Heute bietet die Bergen Kathedralskole unter anderem den studiumsvorbereitenden Unterricht und das International Baccalaureate (IB) an.
Im Volksmund heißt die Schule einfach „Katten“.

## Unterrichtsangebot
Heute besteht die Schule aus drei Abteilungen, welche alle im Zentrum Bergens lokalisiert sind.
In der Hauptabteilung (norwegisch: hovedskolen) befindet sich die gymnasiale Oberstufe in der die Schüler wählen können, ob sie sich auf Mathematik/Naturwissenschaften oder Sprache, Sozialkunde und Wirtschaft spezialisieren.
Zusätzlich gibt es dort einen Einführungskurs für Schüler mit Migrationshintergrund und eine IB-Linie (International Baccalaureate Diploma Programme). Die IB-Linie ist ein zweijähriges Program, in dem die Unterrichtssprache Englisch ist.
Die Erwachsenenbildung (norwegisch, nynorsk: vaksenopplæring) ist eine Abteilung für diejenige, die die gymnasiale Oberstufe nachholen wollen.
Abteilung Kyrre ist für Schüler zwischen 16 und 24 Jahren, die psychische Herausforderungen haben und daher Hilfe bei der Durchführung der gymnasialen Oberstufe bekommen.

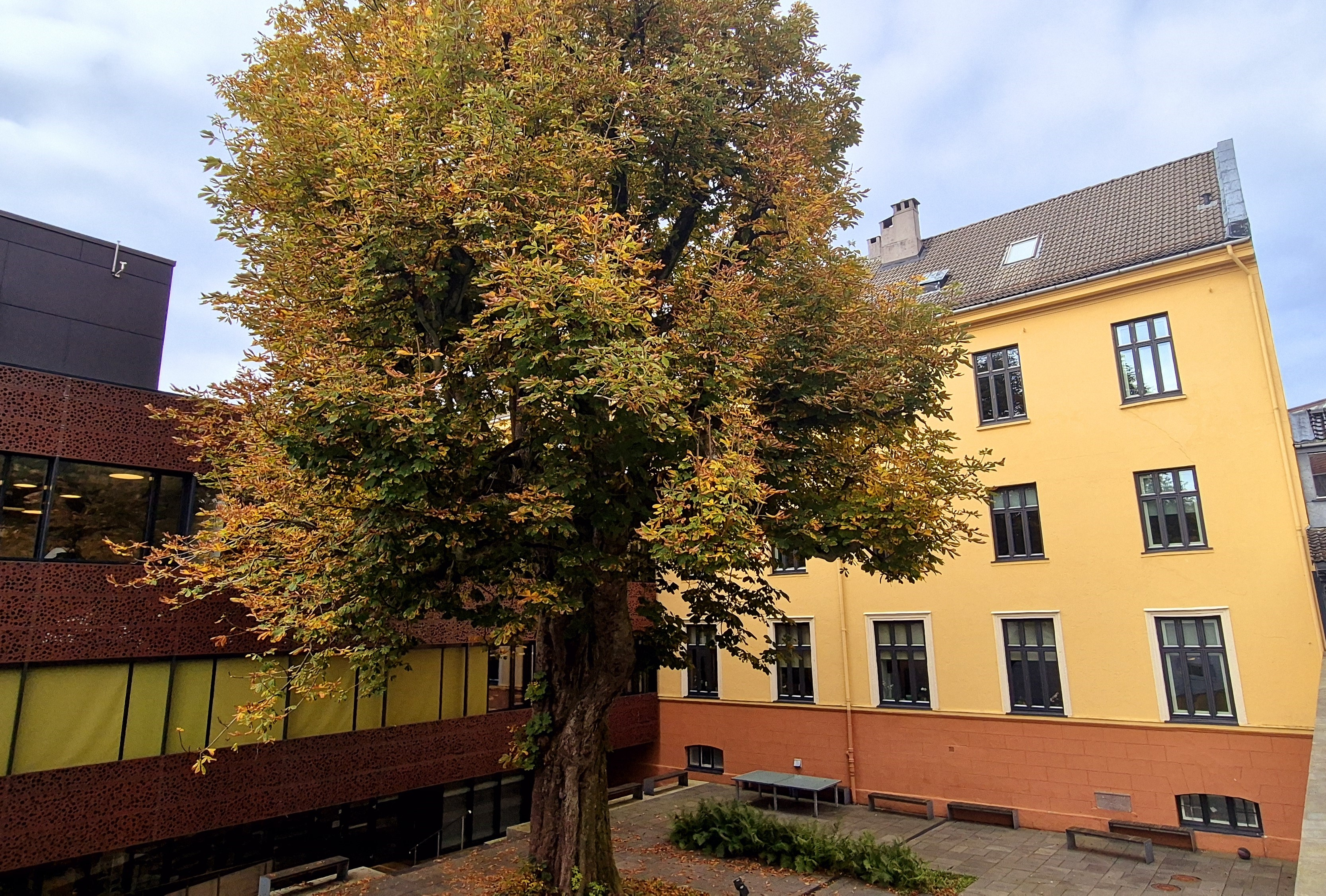
Kunnskapens Kastanjetre (Kastanjenbaum der Kenntnis) im Schulhof. Der Baum hat die Schüler der Kathedralschule Jahrhundertelang begleitet. Die verschiedenen Gebäude der Hauptabteilung wurden um den Baum herum gebaut.

Im Schuljahr 2023/2024 hatte die Schule insgesamt 813 Schüler.

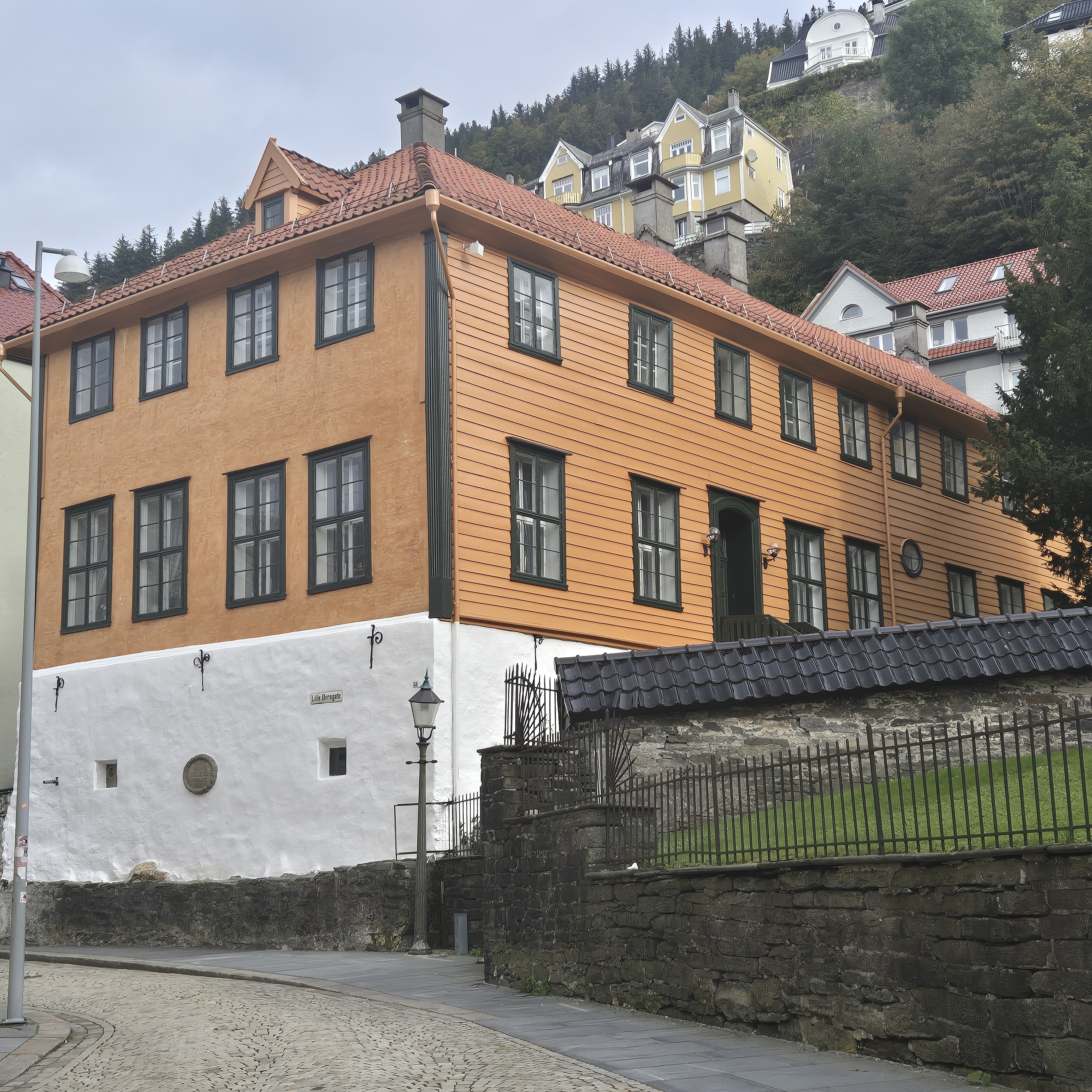
Das originale Schulgebäude der damaligen Lateinschule

## Sprachenvielfalt an der Bergen Kathedralschule
Früher wurde an der Kathedralschule in Bergen nur Latein unterrichtet. Doch die Schulreformen von 1739 und 1775 erforderten die Einführung neuer Fächer, wie zum Beispiel der modernen Fremdsprachen.
Heute werden Englisch, Latein, Französisch, Deutsch und andere Sprachen als Wahlfächer angeboten. Zusätzlich bietet die Schule eine IB-Linie an, bei der der gesamte Unterricht auf Englisch stattfindet.

## Schülerorganisationen
Die Bergen Kathedralschule ist eine Schule mit sehr aktiven Schülern.
Das große Engagement geht von den verschiedenen Schülerorganisationen der Schule aus. Die älteste Organisation, Hugin, wurde im Jahr 1860 gegründet. Die Schüler in Hugin engagieren sich für das soziale Milieu der Schule, indem sie Feste, Thementage und andere gesellschaftliche Veranstaltungen organisieren.
Auch das Aktionskomitee (Aksjonskomite) ist eine der Schülerorganisationen der Domschule. Die Mitglieder wollen die Ideen und Gedanken von Tore Eikeland weiterführen und andere dazu ermutigen sich an einer demokratischen Politik zu beteiligen und eine gerechte Bildung für alle zu ermöglichen. Tore Eikeland war ein politisch aktiver Schüler der Kathedralschule, der 2011 beim Utøya Massaker getötet wurde. Das Aktionskomitee sammelt bei Aktionstagen Geld für das Tore Eikeland-Legat.
Nicht zuletzt liegt ein großer Fokus auf der Katten-Revue, einem sozialen Programm, bei dem Schüler das ganze Jahr über daran arbeiten, eine Mega-Show für die Öffentlichkeit zu kreieren. Hier werden alle Eigenschaften und Ideen wertgeschätzt und zu etwas völlig Einzigartigem zusammengefügt.
Weitere Schülerorganisationen beschäftigen sich beispielsweise mit der Sprachvielfalt an der Schule (Katten Målungdom) und den Nationaltagen der Welt (Verdens Nasjonaldager). Außerdem gibt es eine Schulzeitung, die Kattenavisen, die seit 1964 die Schüler der Bergen Kathedralschule auf dem Laufenden hält.

## Geschichte der Schule
Die Kathedralschule in Bergen wurde 1153, zusammen mit den Kathedralschulen in Oslo, Stavanger und Trondheim, von Kardinal Breakspear gegründet. Diese Schulen unterrichteten Priesterlehrlinge im Alter von sieben bis zwanzig Jahren, gefolgt von einer praktischen Priesterausbildung bis zum fünfundzwanzigsten Lebensjahr in den dazugehörenden Kirchen.
Nach der Reformation im 16. Jahrhundert wurde die Schule durch den ehemaligen Schüler Geble Pederssøn, der später der erste lutherische Bischof in Bergen wurde, modernisiert. Er baute die Schule wieder auf und machte die Domschule Bergen zum führenden Bildungszentrum Norwegens.
Ab 1739 wurde von den Schülern verlangt, dass sie vor Schuleintritt lesen und schreiben konnten, und die Schule stellte diese Ausbildung ein. Ab 1756 mussten die Schüler auch über Lateinkenntnisse verfügen, um zugelassen zu werden. Dies konnte damals nur durch Privatunterricht erlangt werden.
Nach den Schulreformen 1739 und 1775 mussten die Schulen neue Fächer, wie Mathematik, Geografie und Naturwissenschaften und moderne Fremdsprachen anbieten. Zusätzlich wurde der Muttersprache ein größerer Stellenwert im Unterricht eingeräumt. Auch musste die Schule generell auf die weiterführende Universitätslaufbahn vorbereiten und nicht nur auf die Priesterausbildung.
Ab 1796 konnten Schüler an der Domschule das Examen artium ablegen. Dies war die Aufnahmeprüfung für die Universitätslaufbahn in Norwegen und Dänemark. Vor 1796 mussten sie dazu extra nach Kopenhagen reisen.
Durch eine weitere Reform im Jahr 1806, welche die neuen Fächer aus vorhergegangenen Reformen weiter kräftigte, zerbrach auch die pädagogische Verbindung zwischen Schule und Kirche.
Der Bruch hatte Folgen für das Fächerangebot und die Einnahmen der Schule. War der Schulbesuch bis dahin kostenlos, wurde er nach dem Bruch mit der Kirche kostenpflichtig. Als „Betalingsskole“ (kostenpflichtige Schule) wurde sie nun zur Schule der sogenannten gebildeten Klasse. Auch das Unterrichtsangebot veränderte sich. Neben den klassischen Sprachen sollte es nun auch verstärkt Muttersprachenunterricht, Französisch und Deutsch, sowie in Mathematik, Naturgeschichte und Zeichnen unterrichtet werden.
Im Jahr 1834 kaufte die Bergen Kathedralschule die Bischofsunterkünfte neben der Kirche und im Jahr 1840 wurde das neue Schulgebäude auf diesem Grundstück eingeweiht.
In den Anfängen waren sowohl die Lehrer als auch die Schüler der Domschule Männer. Erst Ende des 19. Jahrhunderts wurden auch Mädchen an der Schule zugelassen. 1889 bestand die erste Schülerin das Universitätsvorbereitende Examen artium. 1918 wurde die erste Dozentin eingestellt.

## Historische Bibliothek

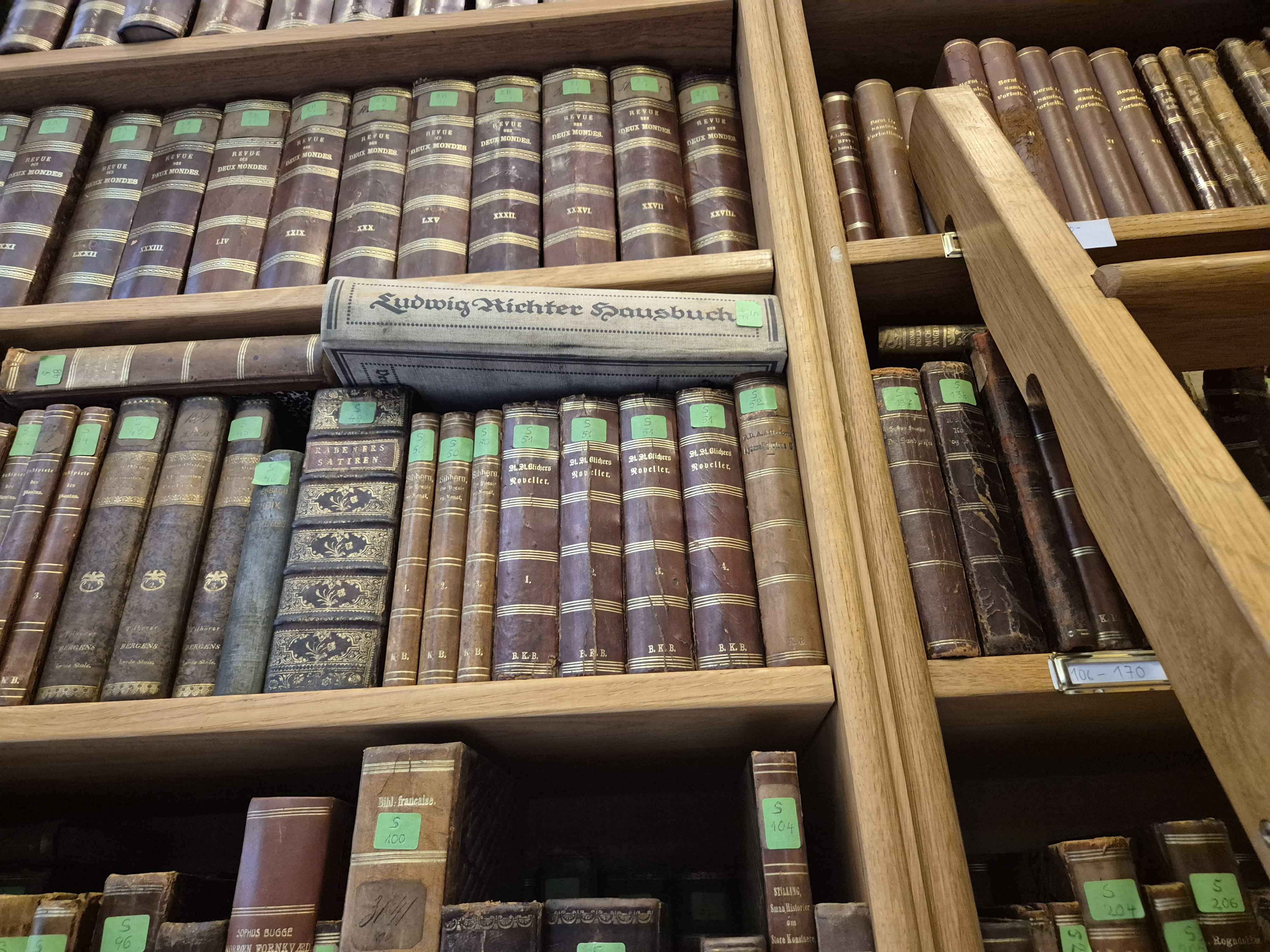
Die historische Sammlung mit einem, von vielen deutschen Büchern

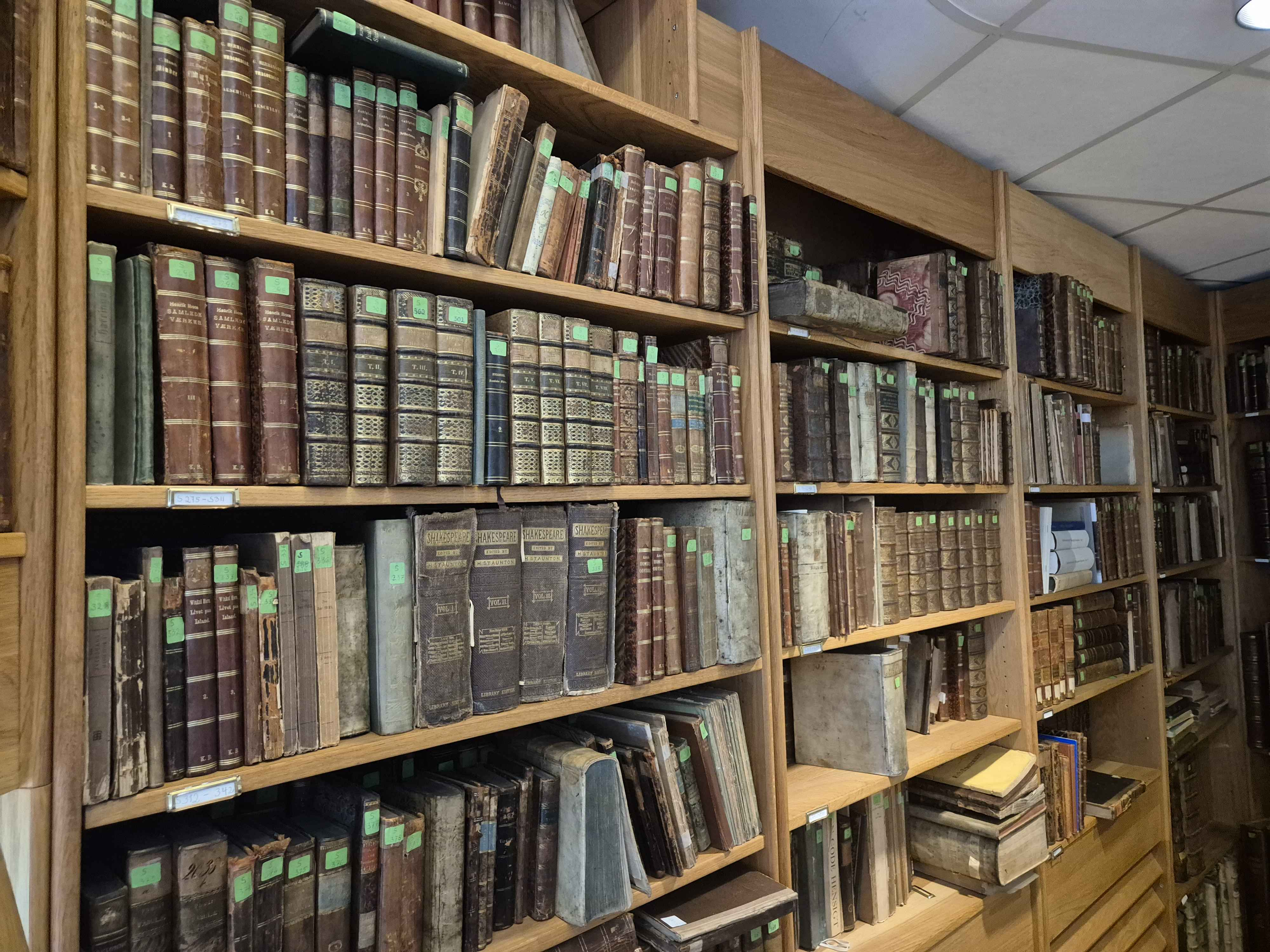
Die historische Sammlung

Die Kathedralschule hat eine historische Bibliothek mit zirka 10.000 Büchern, davon viele auf Deutsch. Einige Bücher der Sammlung sind aus dem 15. bis 17. Jahrhundert und vor allem die theologische Abteilung ist gut bestückt. Viele der Bücher wurden der Schule von Bürgern der Stadt und Rektoren der Schule geschenkt.
Viele Jahre gab es keinen geeigneten Raum für die Lagerung der Bücher. Erst in den 1980er Jahren wurden die Bücher, dank des damaligen Rektors Lysne, mit Hilfe der Universitaetsbibliothek katalogisiert und gerichtet. Mit der Fertigstellung des neuen Gebäudes im Jahr 1991 bekamen die Bücher endlich einen passenden, klimatisierten Raum.

## Berühmte Schüler der Schule
- Ludvig Holberg (1694–1702)

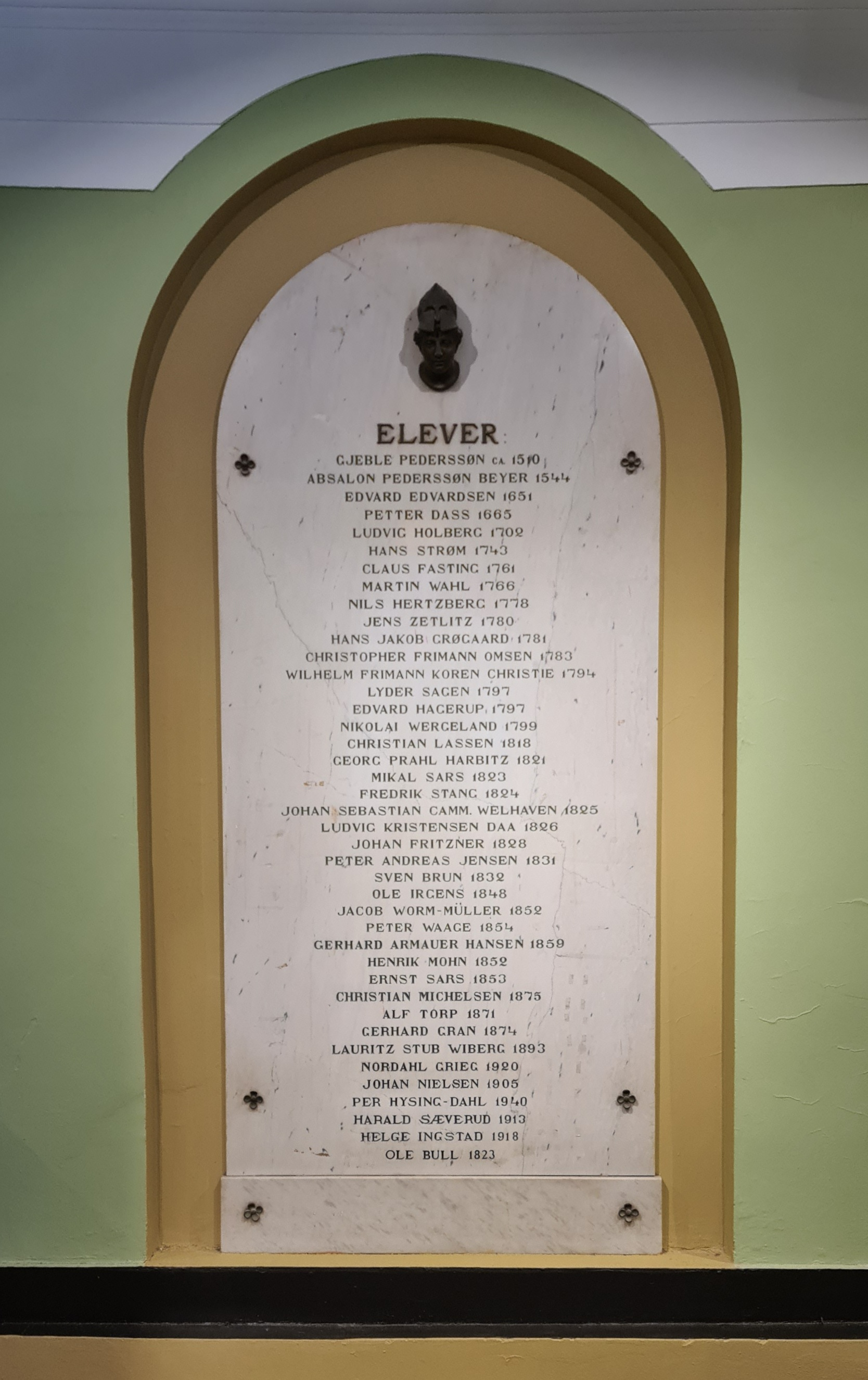
Im Hauptgebäude der Schule hängt eine Tafel mit ehemaligen Schülern der Schule, die national oder/und international bekannt sind. Geble Pederssøn (zirka 1510) ist der älteste und Per Hysing-Dahl (1940) der jüngste.

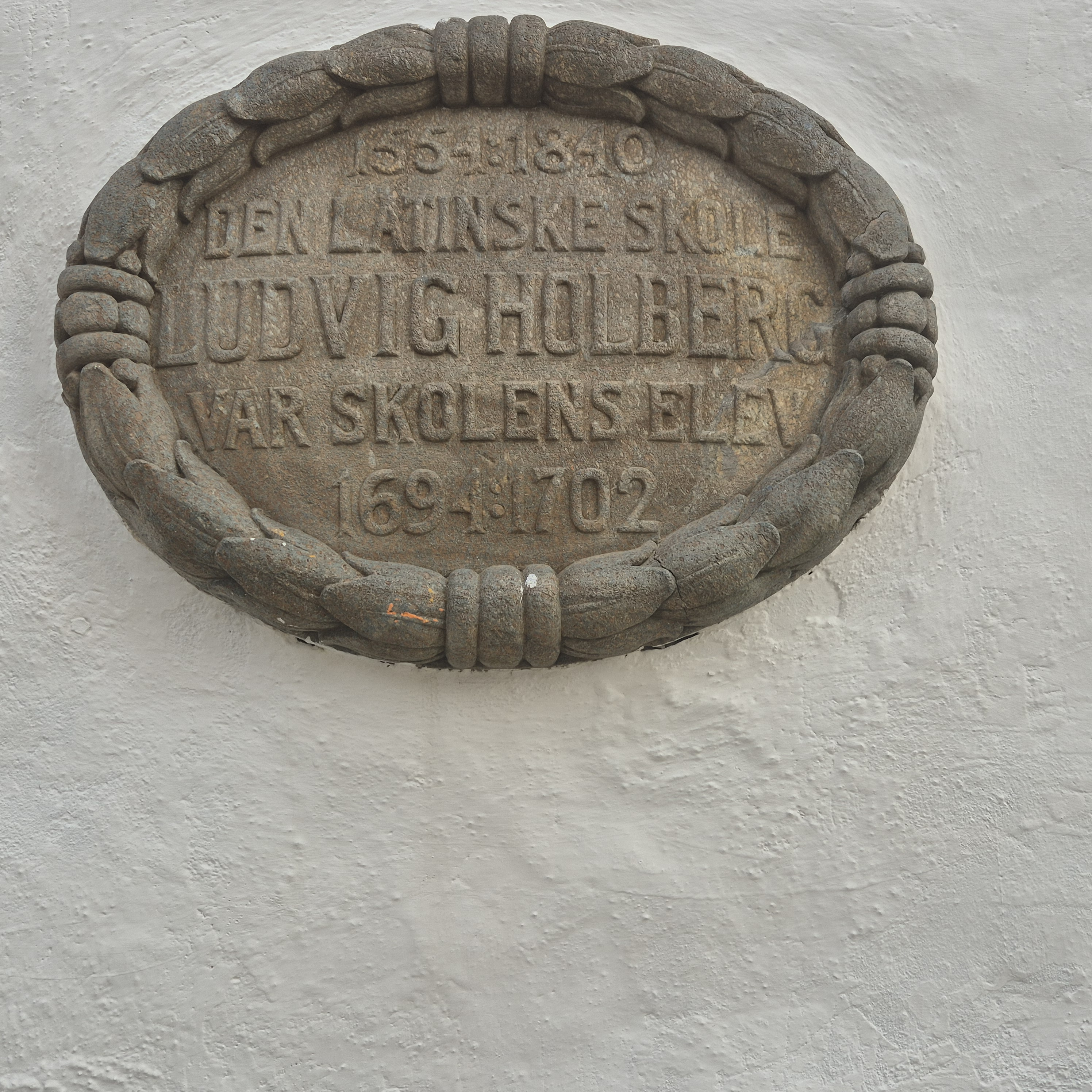
Das Schild am Hauptgebäude der Schule besagt, dass der Schriftsteller Ludvig Holberg Schüler an der „Lateinschule“ war.

- Johan Sebastian Welhaven (1817–1825)
- Hartvig Marcus Lassen
- Elizabeth Stephansen (1887–1891)
- Nordahl Grieg
- Arild Hermstad (1982–1985)
- Lars Vaular